# 鎌倉プリンスホテル
鎌倉プリンスホテル （かまくらプリンスホテル、Prince Hotel Kamakura）は、神奈川県鎌倉市七里ヶ浜東に所在する客室数97室のプリンスホテルグループの宿泊施設。

## 概要
建物は清家清氏の設計、鹿島建設の施工により竣工。2010年4月1日に神奈川県公共的施設における受動喫煙防止条例が施行されたこともあり、2012年のリニューアルオープンを機に全客室を禁煙としている。280台の屋外駐車場（有料）がある。江ノ電・七里ヶ浜駅より、ホテル利用者用の無料シャトルバスを運行している。2019年8月26日、観光庁の「バリアフリー旅行相談窓口に係る実証実験事業」に鎌倉市観光協会が採択されたことを受け、当ホテルがバリアフリー対応の宿泊施設の一例として挙げられている。

## 施設
- 客室97室
- レストラン 2店舗、ラウンジ1店舗
- 宴会場・会議室6室
- 屋外プール、売店、ゴルフ場（七里ヶ浜ゴルフ場）

## 沿革
- 1995年 7月22日 鎌倉プリンスホテル開業。
- 1972年 7月1日 湯の花ホテルの運営を西武不動産に移管。
- 2012年 3月24日 全客室をリニューアルオープン。

## アクセス
電車
- 江ノ島電鉄 七里ヶ浜駅から徒歩約8分。七里ヶ浜駅バス停より無料シャトルバスあり。（往復ともに11便）

- 鎌倉駅より車・タクシーで平常時約15分。
  - JR東日本・横須賀線
  - 江ノ電

- 藤沢駅より車・タクシーで平常時約40分。
  - JR東日本・東海道本線
  - 小田急電鉄・江ノ島線

車
- 横浜横須賀道路
  - 朝比奈ICから金沢鎌倉線、国道134号線経由で11km(平常時約30分)。
- 新湘南バイパス
  - 茅ヶ崎海岸ICから国道134号線経由で15km（平常時約30分）。